# Siła
Siła (deutsch Schillamühle) ist ein Ort in der polnischen Woiwodschaft Ermland-Masuren. Er gehört zur Gmina Gietrzwałd (Landgemeinde Dietrichswalde) im Powiat Olsztyński (Kreis Allenstein).

## Geographische Lage
Siła liegt am Nordufer des Wulpingsees (auch: Thomasdorfer Se, polnisch Jezioro Wulpińskie) im Westen der Woiwodschaft Ermland-Masuren, zehn Kilometer südwestlich der Kreisstadt Olsztyn (deutsch Allenstein).

## Geschichte
Bereits im Jahre 1409 wurde die Gründung einer Mühle genannt, die den Namen „Wulping-Mühle“ erhielt. Später wurden ein Gut sowie eine Wassermühle genannt, vor 1820 noch Szylla, nach 1820 Schilla genannt.
Am 3. Dezember 1861 ergab eine Volkszählung die Nennung der „köllmischen Mühle Schilla“ mit einer „Fläche von mehr als 268 Morgen, zwei Wohnplätzen und 20 Einwohnern“, am 1. Dezember 1905 nannte man „drei Wohnstätten und 27 Einwohner“. Bis 1945 war Schillamühle in die Gemeinde Schönbrück (polnisch Sząbruk) im ostpreußischen Kreis Allenstein eingegliedert.
In Kriegsfolge wurde 1945 das gesamte südliche Ostpreußen an Polen abgetreten. Schillamühle erhielt die polnische Namensform „Siła“ und ist heute eine Ortschaft innerhalb der Landgemeinde Gietrzwałd (Dietrichswalde) im Powiat Olsztyński (Kreis Allenstein), bis 1998 der Woiwodschaft Olsztyn, seither der Woiwodschaft Ermland-Masuren zugehörig.

## Kirche
Bis 1945 war Schillamühle in die evangelische Kirche Allenstein in der Kirchenprovinz Ostpreußen der Kirche der Altpreußischen Union, außerdem in die römisch-katholische Kirche Schönbrück (polnisch Sząbruk) im damaligen Bistum Ermland eingepfarrt.
Heute gehört Siła katholischerseits zur Kirche Sząbruk, jetzt im Erzbistum Ermland gelegen, sowie evangelischerseits zur Christus-Erlöser-Kirche Olsztyn in der Diözese Masuren der Evangelisch-Augsburgischen Kirche in Polen.

## Verkehr
Siła liegt an der Kreisstraße (polnisch Droga powiatowa) DP 1370N, die bei Gietrzwałd von der polnischen Landesstraße 16 (einstige deutsche Reichsstraße 127) abzweigt und bis zum Kreuz Olsztyn Południe der neu erbauten Schnellstraße 51 führt. Eine Bahnanbindung besteht nicht.